# روبرت ألدريدغ
روبرت ألدريدغ (بالإنجليزية: Robert Aldridge)‏ هو ملحن أمريكي، ولد في 7 سبتمبر 1954 في ريتشموند في الولايات المتحدة.

## وصلات خارجية
- روبرت ألدريدغ على موقع ميوزك برينز (الإنجليزية)
- روبرت ألدريدغ على موقع ديسكوغز (الإنجليزية)